# Asura aroa
Asura aroa är en fjärilsart som beskrevs av Bethune-Baker 1904. Asura aroa ingår i släktet Asura och familjen björnspinnare. Inga underarter finns listade i Catalogue of Life.